# Jan Mládek
Jan Mládek (ur. 1 czerwca 1960 w miejscowości Jindřichův Hradec) – czeski ekonomista i polityk, członek Izby Poselskiej, działacz Czeskiej Partii Socjaldemokratycznej (ČSSD), w latach 2005–2006 minister rolnictwa, od 2014 do 2017 minister przemysłu i handlu.

## Życiorys
W latach 1975–1979 uczęszczał do szkoły średniej w Soběslaviu. W latach 1979–1983 studiował w Wyższej Szkole Ekonomicznej w Pradze. Po odbyciu służby wojskowej podjął pracę zawodową, jednocześnie kształcił się w Czechosłowackiej Akademii Nauk, gdzie w 1990 uzyskał stopień kandydata nauk. W drugiej połowie lat 80. studiował również na wydziale matematyczno-fizycznym Uniwersytetu Karola w Pradze, a w 1991 pracował jako asystent w katedrze ekonomii tej uczelni. Od 1986 do 1989 działał w Komunistycznej Partii Czechosłowacji.
Na początku lat 90. zatrudniony w administracji państwowej. Był doradcą ministra i wiceministrem gospodarki, następnie doradcą ministra przemysłu i handlu. Zajmował się również działalnością gospodarczą, m.in. jako dyrektor Český Institut Aplikované Ekonomie s.r.o. W 1995 dołączył do Czeskiej Partii Socjaldemokratycznej. W okresie 1998–1999 zajmował stanowisko wiceministra podległego jednemu z wicepremierów. Od 1999 do 2001 był pierwszym zastępcą ministra finansów w rządzie Miloša Zemana. Reprezentował Czechy we władzach Międzynarodowego Funduszu Walutowego.
W wyborach w 2002 uzyskał mandat deputowanego do Izby Poselskiej z ramienia ČSSD, który wykonywał do 2005, pracując w komisji skarbu państwa oraz komisji spraw zagranicznych. Od 2004 był doradcą premiera ds. gospodarczych. Od 16 listopada 2005 do 4 września 2006 wchodził w skład rządu Jiříego Paroubka, sprawując w nim urząd ministra rolnictwa. Powrócił później do prowadzenia działalności gospodarczej.
W 2010 bezskutecznie kandydował do Senatu (zajął 2. miejsce w II turze wyborów). W 2013 ponownie zasiadł w Izbie Poselskiej. 29 stycznia 2014 objął stanowisko ministra przemysłu i handlu w koalicyjnym rządzie Bohuslava Sobotki. Pozostając posłem, w 2016 po raz drugi bez powodzenia ubiegał się o miejsce w Senacie (podobnie jak 6 lat wcześniej przegrał w II turze). 28 lutego 2017 odszedł ze stanowiska ministra.